# ГКС (Тихи)
Гірничий спортивний клуб «Тихи» або просто ГКС (пол. Górniczy Klub Sportowy Tychy) — професіональний польський футбольний клуб з міста Тихи. Заснований у 1971 році, виступає в Першій лізі польського чемпіонату. Найвищим досягненням клубу було здобуття звання віце-чемпіона Польщі у сезоні 1975/76 років. У сезоні 2007/08 років вийшов до Другої ліги (в зв'язку з реорганізацією футбольних ліг Польщі), вигравши свою лігу лігу та дворівневу стадію плей-оф. У липні 2008 року клуб повернувся до історичної назви — Гірничий спортивний клуб «Тихи» (ГКС Тихи). У сезоні 2015/16 років ГКС посів 3-є місце в другій лізі та вийшов до Першої ліги польського чемпіонату.

## Хронологія назв
- 20.04.1971 — 1996 - Гірничий спортивний клуб «Тихи» (пол. Górniczy Klub Sportowy Tychy)
- 1996 - «Сокіл» (Тихи) (пол. Sokół Tychy)
- 1997 - Гірничий спортивний клуб «Тихи» (пол. Górniczy Klub Sportowy Tychy)
- 1998 - ТКС (Тихи) (пол. TKS Tychy)
- 2000 - Гірничочілезький спортивний клуб «Тихи» (пол. Górnośląski Klub Sportowy Tychy '71)
- 2008 - Гірничий спортивний клуб «Тихи» (пол. Górniczy Klub Sportowy Tychy)

## Історія
20 квітня 1971 року, політичне керівництво ухвалило рішення про об'єднання клубів «Полонія» (Тихи), декількох секцій «Гуніка» (Весола) та хокейної секції «Гурника» (Мурцки) в сильний, полісекційний клуб — так виник ГКС (Тихи). Через два роки після заснування, в сезоні 1972/73 років, «Гурник» виборов путівку до Другої ліги. Однак у Першій лізі польського чемпіонату команда провела лише один сезон, неочікувано вигравши південну групу чемпіонату та здобула путівку до еліти польського футболу. У сезоні 1975/76 років клуб досяг найбільшого успіху в своїй історії, ГКС став віце-чемпіоном Польщі.
Після такого успіху в команди несподівано почався спад. Незважаючи на збереження склади з попереднього сезону (але не було здійснено підсилення), тишани після останнього туру осінньої частини чемпіонату замикали знизу турнірну таблицю, досить успішна весна навіть дозволила команді вийти з зони вильоту, але поразки в останніх матчах сезону завадили ГКС врятуватися, й команда вилетіла у другу лігу. Очікувалося, що ГКС швидко повернеться до еліти, проте замість цього відбулося чергове пониження в класі — у сезоні 1982/83 років команда з міста Тихи вилетіла до третьої ліги. У сезоні 1992/93 років ГКС повернувся до другої ліги, де провів два сезони, але після цього знову опустився до третьої ліги.
Завдяки злиттю з клубом «Сокол» (Пневи) напередодні початку сезону 1995/96 років ГКС повернувся до першої ліги під назвою «Сокіл» (Тихи). У другому сезоні існування об'єднаного клубу через фінансові проблеми після 26-о туру з 34 набраними очками припинив виступи, після чого був понижений в класі, а потім і розформований. Того ж року Тищани відновили команду під назвою Тимький Спортивний Клуб «Тихи» й того ж року зявили для участі в 5-й лізі польського чемпіонату. Через два роки клуб змінив назву на «Гірничосілезький спортивний клуб „Тихи'71“». У сезоні 2000/01 років команда завоювала путівку до 4-ї ліги чемпіонату Польщі. У сезоні 2007/08 років ГКС виступив у II лізі, виграв свою групу та плей-оф у два етапи. Також команда повернулася до історичної назви «Гірничий спортивний клуб „Тихи“». У сезоні 2011/12 років вийшов до Першої ліги. З 1 липня 2011 року власником клубу є місцева компанія Tyski Sport S.A.

## Досягнення
- Екстракляса
  -  Срібний призер (1): 1975/76 (як Перша ліга)

- Перша ліга
  -  Чемпіон (1): 1973/74 (зона «Південь», як друга ліга)
  -  Бронзовий призер (1): 1978/79 (зона «Схід», як друга ліга)

- Друга ліга
  -  Чемпіон (2): 1988/89 (6-а група, як третя ліга), 1991/92 (4-а група, як третя ліга)
  -  Срібний призер (4): 1972/73 (2-а група, як третя ліга), 1984/85 (6-а група, як третя ліга), 1989/90 (3-а група, як третя ліга), 2011/12 (група «Захід»)
  -  Бронзовий призер (4): 1986/87, 1987/88 (обидва — 6-а група, як третя ліга), 2010/2011 (група «Захід»), 2015/16

## Статистика виступів

### Національні змагання
| Сезон     | Чемпіонат                       | Чемпіонат     | Кубок Польщі (головне змагання) | Примітки                                           | Примітки                                                   |
| Сезон     | Ліга                            | Місце         | Кубок Польщі (головне змагання) | Примітки                                           | Примітки                                                   |
| --------- | ------------------------------- | ------------- | ------------------------------- | -------------------------------------------------- | ---------------------------------------------------------- |
| 1971/1972 | III ліга (гр. II)               | 8/16          | –                               |                                                    |                                                            |
| 1972/1973 | III ліга (гр. II)               | 2/16          | –                               |                                                    |                                                            |
| 1973/1974 | II ліга (гр. «Південь»)         | 1/16          | –                               |                                                    |                                                            |
| 1974/1975 | I ліга                          | 10/16         | 1/8                             |                                                    |                                                            |
| 1975/1976 | I ліга                          | 2/16          | 1/16                            | Найкращий результат для клубів з Верхньої Сілезії. | Найкращий результат для клубів з Верхньої Сілезії.         |
| 1976/1977 | I ліга                          | 15/16         | 1/4                             | 1/32 фіналу Кубку UEFA                             | 1/32 фіналу Кубку UEFA                                     |
| 1977/1978 | II ліга (гр. «Південь»)         | 6/16          | 1/16                            |                                                    |                                                            |
| 1978/1979 | II ліга (гр. «Схід»)            | 3/16          | 2Р                              |                                                    |                                                            |
| 1979/1980 | II ліга (гр. «Схід»)            | 8/16          | 2Р                              |                                                    |                                                            |
| 1980/1981 | II ліга (гр. «Схід»)            | 5/16          | 1/16                            |                                                    |                                                            |
| 1981/1982 | II ліга (гр. «Схід»)            | 10/16         | 3Р                              |                                                    |                                                            |
| 1982/1983 | II ліга (гр. «Схід»)            | 14/16         | 2Р                              |                                                    |                                                            |
| 1983/1984 | III ліга (гр. VI)               | 7/14          | 1/16                            | Кубок Польщі Катовицького ОЗПН                     | Кубок Польщі Катовицького ОЗПН                             |
| 1984/1985 | III ліга (гр. VI)               | 2/14          | 3Р                              |                                                    |                                                            |
| 1985/1986 | III ліга (гр. VI)               | 7/16          | –                               |                                                    |                                                            |
| 1986/1987 | III ліга (гр. VI)               | 3/16          | –                               |                                                    |                                                            |
| 1987/1988 | III ліга (гр. VI)               | 3/16          | –                               |                                                    |                                                            |
| 1988/1989 | III ліга (гр. VI)               | 1/16          | –                               | Поразка в поєдинку за підвищення в класі           | Поразка в поєдинку за підвищення в класі                   |
| 1989/1990 | III ліга (гр. III)              | 2/20          | –                               |                                                    |                                                            |
| 1990/1991 | III ліга (гр. V)                | 5/16          | –                               |                                                    |                                                            |
| 1991/1992 | III ліга (гр. IV)               | 1/18          | –                               |                                                    |                                                            |
| 1992/1993 | II ліга (гр. «Захід»)           | 8/18          | –                               |                                                    |                                                            |
| 1993/1994 | II ліга (гр. «Захід»)           | 15/18         | 2Р                              |                                                    |                                                            |
| 1994/1995 | III ліга (гр. III)              | 16/18         | 2Р                              | Після сезону об'єднався з «Соколом» (Пневи).       | Після сезону об'єднався з «Соколом» (Пневи).               |
| 1995/1996 | I ліга                          | 9/18          | 1/4                             | Як «Сокіл» (Тихи)                                  | Найвище досягнення для клубів з Верхньої Сілезії.          |
| 1996/1997 | I ліга                          | 18/18         | 1/16                            | Як «Сокіл» (Тихи)                                  | Зняття з чемпіонату після 26-го раунду, розрив об'єднання. |
| 1997/1998 | Відсутні дані                   | Відсутні дані | –                               | Як ТКС (Тихи)                                      |                                                            |
| 1998/1999 | Ліга округова (гр. Катовице II) | 7/16          | –                               | Як ТКС (Тихи)                                      |                                                            |
| 1999/2000 | Ліга округова (гр. Катовице II) | 2/17          | –                               | Jako ГКС Тихи `71                                  |                                                            |
| 2000/2001 | Ліга округова (гр. Катовице I)  | 1/16          | –                               | Jako ГКС Тихи `71                                  |                                                            |
| 2001/2002 | IV ліга (гр. Сілезька II)       | 5/16          | –                               | Jako ГКС Тихи `71                                  |                                                            |
| 2002/2003 | IV ліга (gr. Сілезька I)        | 2/16          | –                               | Jako ГКС Тихи `71                                  |                                                            |
| 2003/2004 | IV ліга (gr. Сілезька I)        | 3/16          | –                               | Jako ГКС Тихи `71                                  |                                                            |
| 2004/2005 | IV ліга (gr. Сілезька I)        | 2/16          | –                               | Jako ГКС Тихи `71                                  | Кубок Польщі Сілезької ЗПН.                                |
| 2005/2006 | IV ліга (gr. Сілезька I)        | 2/17          | Кв. р.                          | Jako ГКС Тихи `71                                  |                                                            |
| 2006/2007 | IV ліга (gr. Сілезька I)        | 2/16          | –                               | Jako ГКС Тихи `71                                  | Кубок Польщі Сілезької ЗПН.                                |
| 2007/2008 | IV ліга (gr. Сілезька I)        | 1/16          | 1/8                             | Jako ГКС Тихи `71                                  | Підвищення після двоступеневих плей-оф, реформа змагань.   |
| 2008/2009 | II ліга (гр. «Захід»)           | 9/18          | –                               | Повернення до назви ГКС (Тихи).                    | Повернення до назви ГКС (Тихи).                            |
| 2009/2010 | II ліга (гр. «Захід»)           | 8/18          | 1/16                            |                                                    |                                                            |
| 2010/2011 | II ліга (гр. «Захід»)           | 3/18          | 1/16                            |                                                    |                                                            |
| 2011/2012 | II ліга (гр. «Захід»)           | 2/18          | ППР                             |                                                    |                                                            |
| 2012/2013 | I ліга                          | 6/18          | ППР                             |                                                    |                                                            |
| 2013/2014 | I ліга                          | 13/18         | 1/8                             |                                                    |                                                            |
| 2014/2015 | I ліга                          | 16/18         | 1/8                             |                                                    |                                                            |
| 2015/2016 | II ліга                         | 3/18          | ППР                             |                                                    |                                                            |
| 2016/2017 | I ліга                          | 14/18         | 1Р                              |                                                    |                                                            |
| 2017/2018 | I ліга                          | 4/18          | 1/16                            |                                                    |                                                            |
| 2018/2019 | I ліга                          | /18           | 1/32                            |                                                    |                                                            |

### Рекордсмени клубу
- Найкращий бомбардир у Першій лізі: Роман Огаза – 25 голів
- Найбільша кількість зіграних матчів у Першій лізі: Казимеж Стахнитовський, Єжи Кубиця, Йожев Тройца – 88
- Найбільша перемога в Першій лізі: 5:0 з «Віслою» (Краків) та «Погонью» (Щецин)
- Найбільша поразка в Першій лізі: 0:5 з «Віслою» (Краків) та «Відзевом» (Лодзь)

### В єврокубках
|  | Легенда до всієї таблиці: - Кв – кваліфікаційний раунд, 1/16, 1/8, 1/4, 1/2 – відповідна фаза змагань, Група – груповий раунд, 1р гр – перший раунд групи, 2р гр – другий раунд, Ф – фінал, R – раунд, ПО – плей-оф - к. – штрафний удар, ніч. – нічия, Пер. – перегравання, w. – правило гола, забитого на чужому полі |

| Сезон   | Змагання   | Раунд | Суперник | Вдома | Виїзд | Загалом |
| ------- | ---------- | ----- | -------- | ----- | ----- | ------- |
| 1976/77 | Кубок УЄФА | 1Р    | «Кельн»  | 1–1   | 0–2   | 1–3     |

## Стадіон

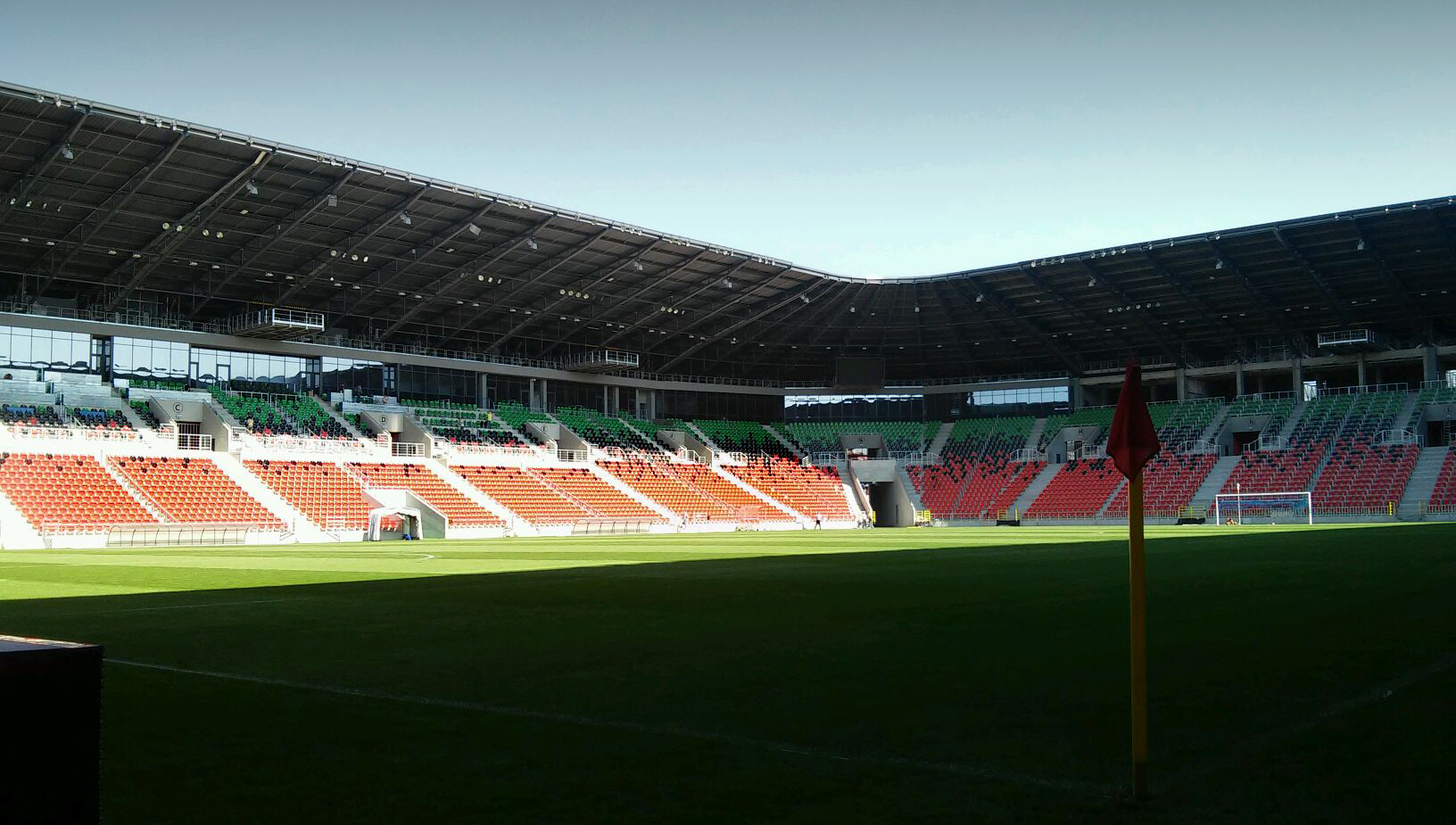
Міський стадіон у Тихи

Нинішній футбольний стадіон було введено в експлуатацію в 2015 році. Місткість стадіону становить 15 300 сидячих місць, усі вони знаходяться під дахом.

## Резервна команда
Починаючи з сезону 2015/16 років резервна команда ГКСу під назвою ГКС II Тихи виступає в сілезькій групі Четвертої ліги чемпіонату Польщі. Тренер резервістів — Томаш Волак, а начальник команди — Януш Адамус.

## Молодіжна команда
Молодіжна команда клубу виступає під назвою Футбольна академія ГКС Тихи, існує 8 команд у різних вікових категоріях:
- чоловічі: старші юніори, 1997, 1998, 1999, 2000
- дівчата: III ліга, дівоча, молодіжна.

При футбольній академії існують також футбольні команди-сателіти при різноманітних школах: МОСМ (Тихи), ПУККС (Тихи), УКС «Грім» (Тихи) та ТККФ «Піонер» (Тихи).

## Інші види спорту
Активні секції
- баскетбольна
- хокею на льоду

## Відомі гравці

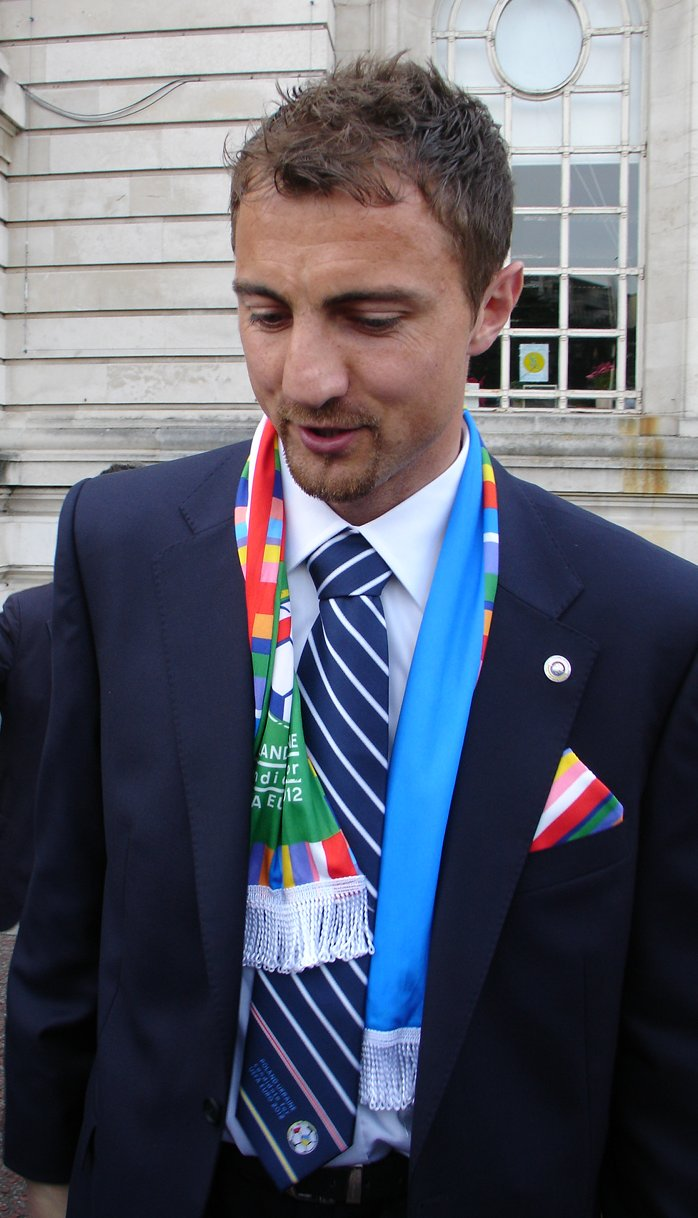
Єжи Дудек

До списку потрапили гравці, які мають досвід виступів у національних збірних. Гравці, виділені жирним шрифтом представляли національну збірну під час виступів у ГКС (Тихи)
Польща
- Кжиштоф Бизацький (1990–1993, 1995–1996, 2008–2014)
- Еугеніуш Цебрат (1971–1977, 1979–1983)
- Єжи Дудек (1995–1996) (на фото)
- Даріуш Форналак (1996–1997)
- Радослав Гілевич (1991–1992)
- Даріуш Гжесик (1984, 2004)
- Бартош Карван (1993)
- Ришард Коморницький (1980–1982)
- Ришард Краус (1994–1995)
- Єжи Лудига (1975–1979)
- Януш Навруцький (1995–1997)
- Кжиштоф Новак (1995–1996)
- Роман Огаза (1975–1978)
- Лехослав Ольша (1975–1977)
- Себастьян Пржирувський (2014–)
- Марцин Радзевич (2014–)
- Марек Ржепка (1995–1997)
- Кристіан Шустер (1996–1997)
- Рафал Швед (1996–1997)
- Богуслав Випарло (1996–1997)

Зімбабве
- Едельберт Дінья (1995–1996)